# Wurst-Achim
Wurst-Achim (bürgerlich Joachim Pfaff; * 1959 oder 1960 in Einbeck; † 16. September 2023 auf der A44 bei Werl) war ein deutscher Marktschreier.

## Leben
Nach verschiedenen Berufen wurde Joachim Pfaff ab 1985 als Marktschreier tätig und vertrieb Wurstwaren als „Wurst-Achim“. Im Jahr 2013 wurde er deutscher Meister. Er war auch seit 2009 mit 110 Dezibel Weltrekordhalter in der Lautstärke und wurde in das Guinness-Buch der Rekorde eingetragen. 
Pfaff, der in Hilter am Teutoburger Wald wohnte, verunglückte am 16. September 2023 im Alter von 63 Jahren auf der A44 bei Werl. Er war mit seinem Lastkraftwagen in eine Leitplanke geprallt und konnte von den Rettungskräften nur noch tot geborgen werden.

## Rezeption
Sein Wirken fand umfangreichen medialen Widerhall. Am 7. November 2014 berichtete das ZDF. Er wurde u. a. als „das lauteste Lebewesen der Welt“ bezeichnet. In einer RTL-Sendung übertraf er einen Brüllaffen an Lautstärke.